# Квашонка (деревня)
Квашонка (карел. Kvašonka) — опустевшая деревня в Кесовогорском районе Тверской области. Входит в состав Лисковского сельского поселения.

## География
Находится в юго-восточной части Тверской области на расстоянии приблизительно 17 км на запад-юго-запад по прямой от районного центра поселка Кесова Гора.

## История
Деревня показана еще на карте Менде (состояние местности на 1848 год). В 1859 году здесь (деревня Бежецкого уезда) было учтено 26 дворов.

## Население
Численность населения: 162 человека (1859 год), 0 как в 2002 году, так и в 2010.